# Job 37
Job 37 es el trigesimoséptimo capítulo de capítulo del Libro de Job en la Biblia hebrea o el Antiguo Testamento de la cristiana . El libro es anónimo; la mayoría de los estudiosos creen que fue escrito alrededor del siglo VI a. C. Este capítulo recoge el discurso de Eliú, que pertenece a la sección «Veredictos» del libro, que comprende Job 32:1–42:6.

## Comentarios previos
Fray Luis de León subraya que en esas imágenes de la lluvia, suave o violenta, se revela la providencia de Dios, que dispone todas las cosas no al azar, sino con medida y con fin determinado. El curso de los fenómenos naturales es, para él, un espejo del gobierno divino sobre los hombres: así como las lluvias fecundan la tierra o la azotan con ímpetu, también las acciones de Dios en la historia pueden ser de consuelo o de corrección, pero siempre orientadas al bien. De este modo, el himno no es solo una observación poética de la naturaleza, sino una invitación a reconocer en lo creado la sabiduría de quien lo rige y a vivir en actitud de confianza y contemplación ante su poder.

Porque vemos cómo Dios suspende unas veces la lluvia y otras en gran copia las envía, y no sabemos la razón que le mueve ni a lo uno ni a lo otro; y cómo cubre a tiempos con nubes el cielo y a tiempos lo descubre puro y sereno, y no sabemos la causa de la serenidad ni del nublado; y cómo truena unas veces y lanza rayos, y no sabemos por qué; ansí los días y la vida del hombre los gobierna Dios con diferentes sucesos, unos prósperos, otros adversos, unos claros, otros turbios y tristes, y algunos mortales y de postrera calamidad. Y no hay que pedirle cuenta ni alcançar lo que hace, como en lo demás no se alcança.

## Texto
El texto original está escrito en lengua hebrea. Este capítulo se divide en 24 versículos.

### Testimonios textuales
Algunos manuscritos antiguos que contienen el texto de este capítulo en hebreo pertenecen al Texto masorético, que incluye el Códice de Alepo (siglo X) y el Codex Leningradensis (1008). Se encontraron fragmentos que contienen partes de este capítulo en hebreo entre los Rollos del Mar Muerto, incluyendo 4Q100 (4QJobb; 50–1 a. C.) con los versículos 15–17 conservados.

## Análisis
La estructura del libro es la siguiente:
- El prólogo (capítulos 1-2)
- El diálogo (capítulos 3-31)
- Los veredictos (32:1-42:6)
- El epílogo (42:7-17)

Dentro de la estructura, el capítulo 37 se agrupa en la sección Veredicto con el siguiente esquema:
- El veredicto de Eliú (32:1–37:24)
  - Introducción en prosa de Eliú (32:1–5)
  - La apología de Eliú (32:6-22)
  - Transición de la apología al argumento (33:1-7)
  - Primer discurso de Eliú (33:8-33)
  - Segundo discurso de Eliú (34:1-37)
  - Tercer discurso de Eliú (35:1-16)
  - Cuarto discurso de Eliú (36:1–37:24)
    - Una llamada a Job (36:1–4)
    - El veredicto de Eliú (36:5–7)
    - La justificación del veredicto (36:8–15)
    - Aplicación a Job (36:16–21)
    - Himno de alabanza (36:22–37:24)
      - Las poderosas obras de Dios merecen alabanza (36:22–25)
      - El control de Dios sobre la lluvia y las tormentas (36:26–29)
      - El uso que Dios hace del relámpago (36:30–33)
      - Los propósitos de Dios a través del trueno y el relámpago (37:1–5)
      - La actividad de Dios en el resto del mundo natural (37:6–13)
      - El desafío de comprender las grandes obras de Dios (37:14-20)
      - Temed la venida de Dios (37:21-24)
- La aparición de Dios (discursos de Yahvé) y las respuestas de Job (38:1-42:6)
  - Primera intervención de Dios (38:1-40:2)
  - Primera respuesta de Job: una respuesta insuficiente (40:3-5)
  - Segunda intervención de Dios (40:6-41:34)
  - Segunda respuesta de Job (42:1-6)

La sección que contiene los discursos de Eliú sirve de puente entre el diálogo (capítulos 3–31) y los discursos de YHWH (capítulos 38–41). Hay una introducción en forma de prosa (Job 32:1–5) que describe la identidad de Eliú y las circunstancias que le llevan a hablar (a partir de Job 32:6). Toda la sección del discurso puede dividirse formalmente en cuatro monólogos, cada uno de los cuales comienza con una fórmula similar (Job 32:6; 34:1; 35:1; 36:1). El primer monólogo de Eliú va precedido de una apología (justificación) por hablar (Job 32:6-22) y una parte transitoria que introduce los argumentos principales de Eliú (Job 33:1-7) antes de que comience formalmente el discurso (Job 33:8-33).

En los tres primeros discursos, Eliú cita y luego refuta las acusaciones específicas de Job en el diálogo anterior:
| Acusaciones de Job | Respuestas de Eliú |
| ------------------ | ------------------ |
| Job 33:8–11        | Job 33:12–30       |
| Job 34:5–9         | Job 34:10–33       |
| Job 35:2–3         | Job 35:4–13        |

El cuarto (y último) discurso de Eliú comprende los capítulos 36-37, en los que Eliú deja de refutar las acusaciones de Job, pero expone sus conclusiones y su veredicto:
1. Una llamada a Job (Job 36:1-21)
2. Un himno de alabanza a Dios como creador (Job 36:22–37:13)
3. Un discurso final a Job (Job 37:14–24)[18]

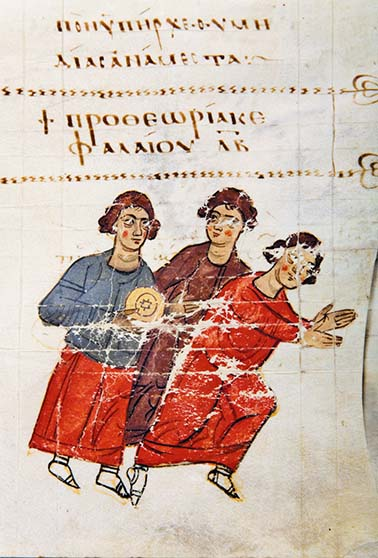
«Dios habla a Job», del Libro de Job en manuscritos bizantinos iluminados con ilustraciones cíclicas (900 d. C.). Monasterio de San Juan el Teólogo, Patmos.

## Eliú pide la atención de Job (37:1–13)
Esta sección contiene la continuación del himno de alabanza de Eliú a Dios como Creador (Job 36:22–25; 26–29, 30–33; 37:1–5, 6–13). Las imágenes de la tormenta para describir de forma animada la obra de Dios en la naturaleza anticipan la aparición de Dios en el torbellino (Job 38).

### Versículo 5
[Eliú dijo:] «Dios truena maravillosamente con su voz;»
«Hace cosas grandes que no podemos comprender».
- «Maravillosamente»: traducido de la forma participial Niphal del verbo en hebreo פָּלָא, «palaʾ» («ser maravilloso; ser extraordinario»).[22]

Esto afirma que Dios es perfecto en conocimiento (cf. Job 36:4; Job 37:16).

## Eliú señala el beneficio correctivo del sufrimiento (37:14–24)
En la última parte de su último discurso, Eliú exhorta a Job a percibir las grandes obras de Dios (versículos 14-20) y concluye con un resumen más general de la grandeza de Dios (versículos 21-24). La introducción de la venida de Dios (versículos 21-22) anticipa la aparición de Dios (la imagen de la luz que sigue a la tormenta) y la correlación entre el poder y la justicia de Dios (versículo 23) prepara para los discursos de Dios.

### Versículo 16
[Eliú dijo:] «¿Conoces el equilibrio de las nubes,
las maravillas de aquel que es perfecto en conocimiento?»,
- «Equilibrios»: o «flotaciones»,[27] traducido del hebreo מִפְלְשֵׂי, mip̄-lə-śê,[28] probablemente se refiere a «flotar» o «suspensión» (cf. NIV: «cómo las nubes se mantienen en equilibrio»).[29]

## Comentarios

### De la Iglesia católica

#### A los versículos 1-5
En la Biblia, la tormenta y su aparato eléctrico suelen simbolizar la teofanía (Ex 19,16-25) y, de modo particular, la manifestación de la ira divina (Sal 18,14-16). Elihú destaca los elementos más sobrecogedores —relámpagos, rayos y truenos potentes— para exaltar el poder de Dios, y recurre a la descripción de fenómenos naturales enigmáticos para poner de relieve su sabiduría.

La voz de Dios (cfr 37,2) no sólo tiene como objetivo manifestar la doctrina que deben escuchar los hombres, sino también descubrir la perfección de las obras naturales que se hacen en virtud del mandato de la sabiduría divina.

#### A los versículos 6-13
Al igual que la tormenta, otros fenómenos atmosféricos —nieve, hielo, nubes, rayos— manifiestan el poder y la sabiduría de Dios. Hombres y animales lo experimentan cuando se ven forzados a buscar refugio en casas o guaridas. Elihú señala además que estas intervenciones divinas, realizadas con poder y sabiduría, tienen como fin último el ejercicio de la justicia, recompensando a los justos y castigando a los malvados (v. 13).

#### A los versículos 14-24
Job había cerrado sus intervenciones solicitando la palabra de Dios y un juicio favorable (31,35), pero Elihú rechaza esta postura y le formula dos exhortaciones: contemplar y admirar las obras de Dios (v. 14) y vivir con un temor reverente hacia Él (v. 24). Varias de estas ideas coinciden con las expresadas después en el discurso del Señor (38,5-11), aunque el tono severo y recriminatorio de Elihú les resta fuerza. Santo Tomás observa que, si bien Elihú habló con corrección doctrinal, se equivocó en su enfoque «en la persona de Job, porque pensaba que su desgracia era castigo por algún pecado oculto, y que la inocencia que parecía tener era simulada»